# اندیس زنجیره علیا
زنجیره علیا یک اندیس مصالح ساختمانی است که در حوالی شهر پلنگه استان ایلام قرار دارد و مادهٔ معدنی موجود در آن، سنگ آهک است.سنگ میزبان این اندیس انیدریت و مارن وماسه سنگ و سیلتستون است و دیرینگی آن به دوران ائومیانی تا میوسن می‌رسد. 